# كومبوت
الكُمبُوت أو (نقحرة: كومبوت) (بالفرنسية: compote) هو نوع من الحلى الذي اشتهر في القرن السابع عشر في فرنسا. وهي فاكهة أو قطع من الفاكهة في شراب السكر. من أشهر أنواع الكُمبُت هو كُمبُوت الإجاص، كُمبُت الدراق، كُمبُت المشمش وكُمبُت التفاح.

## التحضير
يحضّر كُمبُوت التفاح من التفاح، السكر، عصير الليمون ، الفانيليا، القرفة، حب الهيل كما يمكن إضافة الزبيب. لا يحتوي الكُمبُوت على أي نسبة من الدهون.